# Enkel maskine
En enkel maskine er i fysik en mekanisk indretning, som udnytter en eller begge af disse mekaniske effekter:
- Den ændrer en kraftpåvirkningsretning til en anden retning - eller formidler blot kraftpåvirkningen.[1]
- Den virker som et gear; mekanisk udveksling; omdanner en mekanisk bevægelse dvs. fra en kraft og vejlængde til en anden kraft og vejlængde – eller øger eller minsker en trykpåvirkning (kraft per arealenhed) til en anden trykpåvirkning, men hvor de 2 trykarealer er forskellige.[2]

En praktisk enkel maskine vil også være elastisk og have friktion, men det er utilsigtede bivirkninger, som ideelt set ikke er en del af den enkle maskines grundlæggende egenskaber.
Det kan skrives anderledes kortere, men mindre informativt: En enkel maskine er en indretning, som kun behøver én enkelt kraft for at virke.
Ifølge klassisk mekanik er følgende enkle maskiner repræsentanter for hver sin grundlæggende enkle maskine.
Af disse enkle maskiner kan alle maskiner opbygges:
- Vægtstang
- Talje (gearing)
- Hjul med aksel
- Skråplan
- Kile
- Skrue

## Eksempler på dagligdags enkle maskiner
- neglen og fingeren har tilsammen kileeffekt og virker som kraftudveksling; fingerens tryk (kraft per arealenhed) koncentreres til neglens kant.
- fiskekrogen og linen har tilsammen kileeffekt og koncentrerer tryk fra linen til fiskekrogsspidsen.
- En spids damehæl virker også som en enkel maskine (udover selvfølgelig primært at være en del af en sko).
- Når vi står stille oprejst, virker overgangen mellem vores nederste benled og ned til fodsålen som en enkel maskine ifølge definitionen. Tilsammen har de faktisk en omvendt kilefacon. Trykket fra nederste benled fordeles over foden.
- Overgangen fra fodsål til ski har også funktion af at være en "omvendt kile". Skien fordeler menneskets tryk over et større areal end foden. Derfor synker vi så ikke ned i blød sne.
- Åren, åregaffel og bådens "rækværk" benytter vægtstangseffekt og (omvendt) kileeffekt (fra det lille "håndtag" til årens åreblad).
- Isskøjten koncentrerer vores tryk til kanten af selve skøjtens metalskinne, så vi kan styre på is.
- En æggedeler benytter primært kileeffekten og sekundært vægtstangseffekten.
- en (legeplads) vippe ændrer en nedadgående bevægelse til en opadgående (og vice versa) – og er derfor en enkel maskine.
- Disse benytter vægtstangseffekten:
  - nøddeknækker, fluesmækker, hammer, lægtehammer, løftestang, koben, sømudtrækker, brækjern, låseringstang, rørtang, fladtang, spidstang, vandpumpetang, bindetang
- Disse benytter kileeffekten:
  - ostehøvl, fodjern, stemmejern, syl, søm (mekanik), nål, stikvåben, kørner, dorn, mejsel
    - Omvendt kileeffekt – et af hovedformålene med følgende genstande er at fordele et koncentreret tryk over et større område med et resulterende mindre tryk til følge:
      - Fingerbøl, skudsikker vest, sikkerhedssko, armering, panser, hjelm, brynje, skjold, sikkerhedsbriller, rustning, handske, fodtøj, ski, snesko
- Disse benytter skrueeffekt (en rotation omdannes til en linear bevægelse (translation)):
  - Skrue, snekke (mekanik), skruetvinge
- Disse benytter skrueeffekt og kileeffekt:
  - Selvskærende skrue
- Disse benytter både kileeffekten og vægtstangseffekten:
  - paddel, saks, bidetang, grensaks, ishakke, knibetang, boltsaks, pladesaks, afisoleringstang
- Denne benytter både kileeffekten og "hjul med aksel"-effekten (blyanten er "hjulet" og længere inde bliver blyant smallere og dermed mere akselagtig):
  - blyantspidser